# Круглый переулок (Санкт-Петербург)
Кру́глый переу́лок — переулок в Центральном районе Санкт-Петербурга. Проходит от набережной реки Мойки до Аптекарского переулка.

## История и достопримечательности
С 1798 года по 1800-е годы переулок назывался Аптекарским. С 1849 по 1872 год его называли Рыночным. Современное название переулок получил 7 марта 1880 года.
Своим названием переулок обязан Круглому рынку — памятнику архитектуры XVIII века, возведённому по проекту Джакомо Кваренги в 1790 году. Каменное здание рынка в плане — треугольное, но с закруглёнными краями, что и определило его название, — занимает весь квартал между Круглым переулком, Аптекарским переулком и набережной Мойки. Оно было построено на месте деревянных рядов, существовавших с первой половины XVIII века. Первоначально рынок назывался Финским (по находившейся неподалёку финской церкви, в середине XVIII века — Харчевым и с конца XVIII века — Круглым. Адрес рынка: набережная Мойки, 3.
Поблизости от рынка находится Тройной мост, а напротив переулка, через Мойку — здание бывшего Конюшенного двора (Дворцовых конюшен).